# Institut polytechnique de Lyon
Pour les articles homonymes, voir IPL.
L'Institut Polytechnique de Lyon (IPL) est un groupe d'écoles françaises d'ingénieurs, fondé en janvier 1992, pour répondre initialement à une demande de la région Rhône-Alpes, de mutualisation de moyens.
Les membres fondateurs de l'IPL sont les présidents :
- des 4 écoles de l'IPL,
- de l'université catholique de Lyon
- de la Fondation scientifique de Lyon et du Sud-Est
- de la chambre de commerce et d'industrie de Lyon

## Membres
L'IPL est constitué de 4 écoles d'ingénieurs :
- CPE Lyon : École supérieure chimie physique électronique de Lyon
- ECAM Lyon : École catholique d'arts et métiers de Lyon
- ISARA Lyon : Institut supérieur d'agriculture et d'agroalimentaire Rhône-Alpes
- ITECH Lyon : Institut textile et chimique

Chaque école appartient elle-même à d'autres réseaux d'écoles davantage basées sur des critères professionnels (Groupe ECAM, FESIA, Fédération Gay-Lussac) ou confessionnels (FESIC, UGEI).

## Objectifs et missions
Aujourd'hui, les objectifs de l'IPL sont de :
- Réaliser une synergie entre les écoles membres.
- Promouvoir certaines actions concertées
- Être l'interlocuteur des instances administratives et régionales

Ses missions sont donc :
- développement de la formation humaine et générale de l'ingénieur.
- développement des relations internationales.
- développement des relations avec les partenaires institutionnels de Rhône-Alpes, notamment l'Université de Lyon, dont elle est membre associé.

### Échanges internationaux
Chaque année, près de 400 étudiants de l'IPL suivent une partie de leur scolarité à l'étranger, marquant ainsi l'ouverture internationale des écoles. Les principaux pays d'échanges sont situés en Europe occidentale, centrale et orientale (Royaume-uni, Pays-Bas, Allemagne, Espagne, Italie, Pologne, Russie ... ), USA, Canada, Brésil, Mexique, Colombie, Asie (Japon, Chine, Vietnam, ...), Liban, ...
Ces relations sont également marquées par des partenariats forts avec des entreprises à l'étranger, offrant ainsi une opportunité d'expérience à l'international largement exploitée par les étudiants durant leur scolarité.

### Laboratoires de recherche
Les 30 laboratoires des 4 écoles de l'IPL réalisent des prestations ou effectuent des recherches pour le compte d'entreprises. 40 % de ces travaux sont effectués pour le compte de PME/PMI régionales ou nationales.

## Effectifs
L'IPL représente environ :
- 3200 étudiants dont 320 apprentis
- 500 ingénieurs diplômés par an
- plus de 300 salariés, dont 130 enseignants-chercheurs

C'est donc le troisième centre de formation d'ingénieurs de la région Rhône-Alpes.